# Райхенау (манастир)
Вижте пояснителната страница за други значения на Райхенау.
Манастирът Райхенау (на немски: Kloster Reichenau; на латински: Monasterium Augiensis)) е бенедиктински манастир на остров Райхенау в Боденско езеро в окръг Констанц в Баден-Вюртемберг, Германия. От 2000 г. манастирът Райхенау заедно с остров Райхенау е в списъка на световното наследство на ЮНЕСКО.
Бенедиктинският манастир е създаден от Пирмин през 724 г. В Рейхенау са писани илюстрирани ръкописи през 10-11 век. С него е свързана мисионерската дейност на Кирил и Методий в Източна Европа. През 1757 г. манастирът е затворен, 1803 г. последните монаси напускат острова. Днес в манастирската сграда се намира кметството на община Райхенау.